# Baffi da tricheco

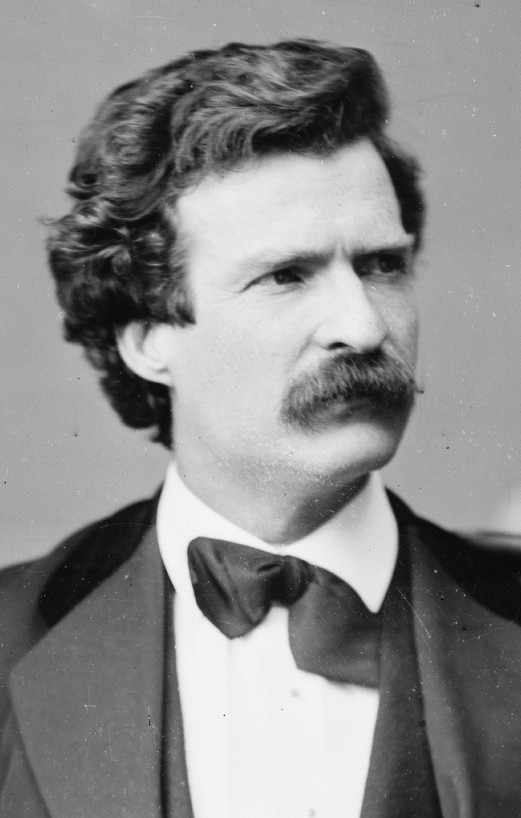
Mark Twain portava dei baffi da tricheco.

I baffi da tricheco sono una tipologia di baffi folti, a volte ricurvi, che coprono parte del labbro superiore della bocca. Il loro nome è dovuto alla somiglianza che hanno con i peli del muso di tali animali.

## Storia

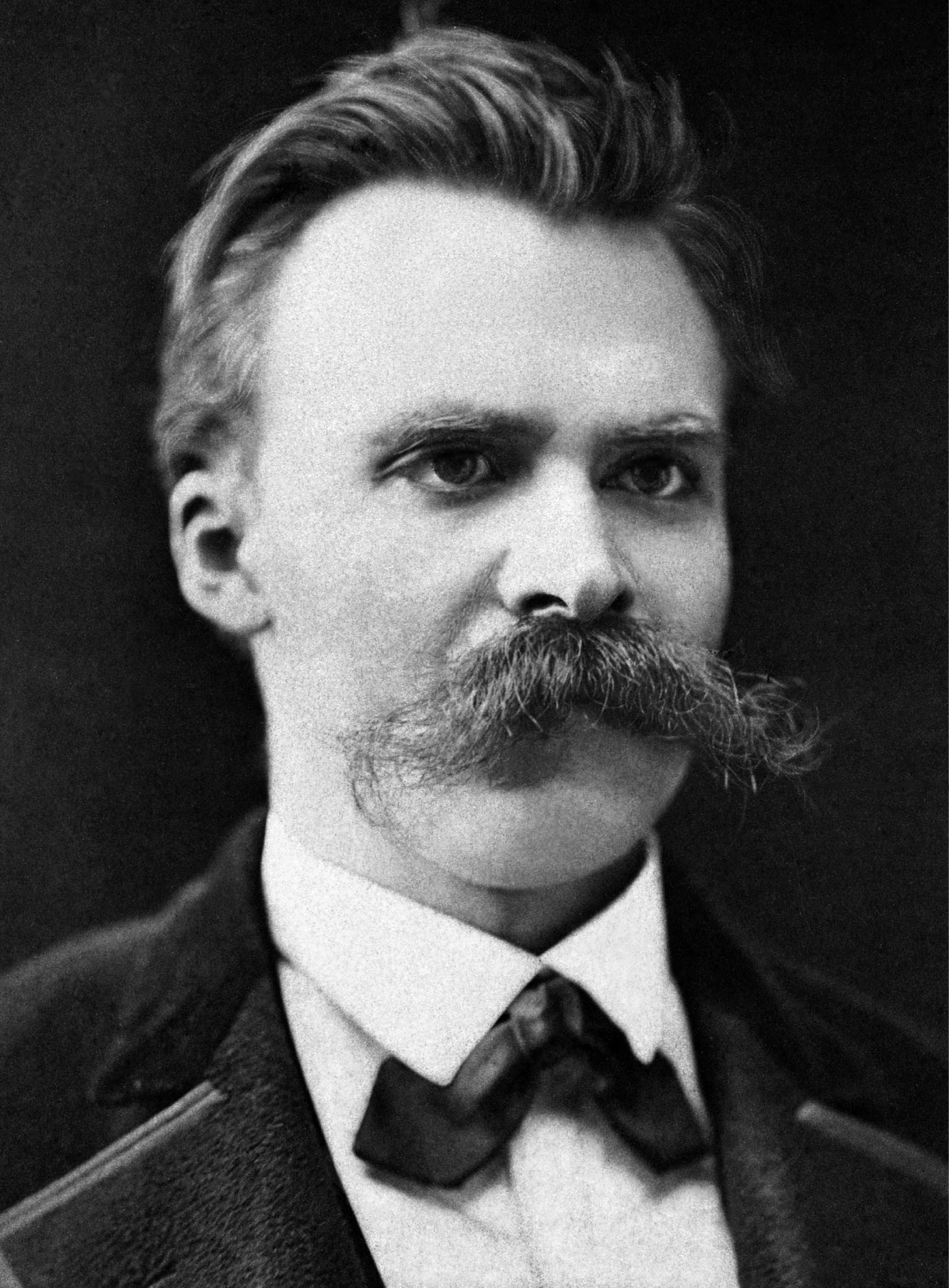
Friedrich Nietzsche

I baffi da tricheco vengono spesso associati all'età vittoriana, epoca nella quale tali animali destavano curiosità durante le esplorazioni coloniali, e diversi celebri personaggi li portavano, fra cui il filosofo Friedrich Nietzsche, il re d'Italia Umberto I, il presidente americano Theodore Roosevelt e lo scrittore Arthur Conan Doyle. Il termine "baffi da tricheco" venne usato presumibilmente per la prima volta dal poeta Wilfred Owen nel 1918, anno della sua morte, quando parlò di un soldato anziano che li portava. Caddero in disuso dopo la Prima Guerra Mondiale, almeno nella versione lunga, mentre tuttora sono diffusi in una versione accorciata come quella portata da Mark Twain o per un periodo da John Lennon.